# Smallanthus
Smallanthus là một chi thực vật có hoa trong họ Cúc (Asteraceae).

## Loài
Chi Smallanthus gồm các loài: